# ویلیام ون در گوئن

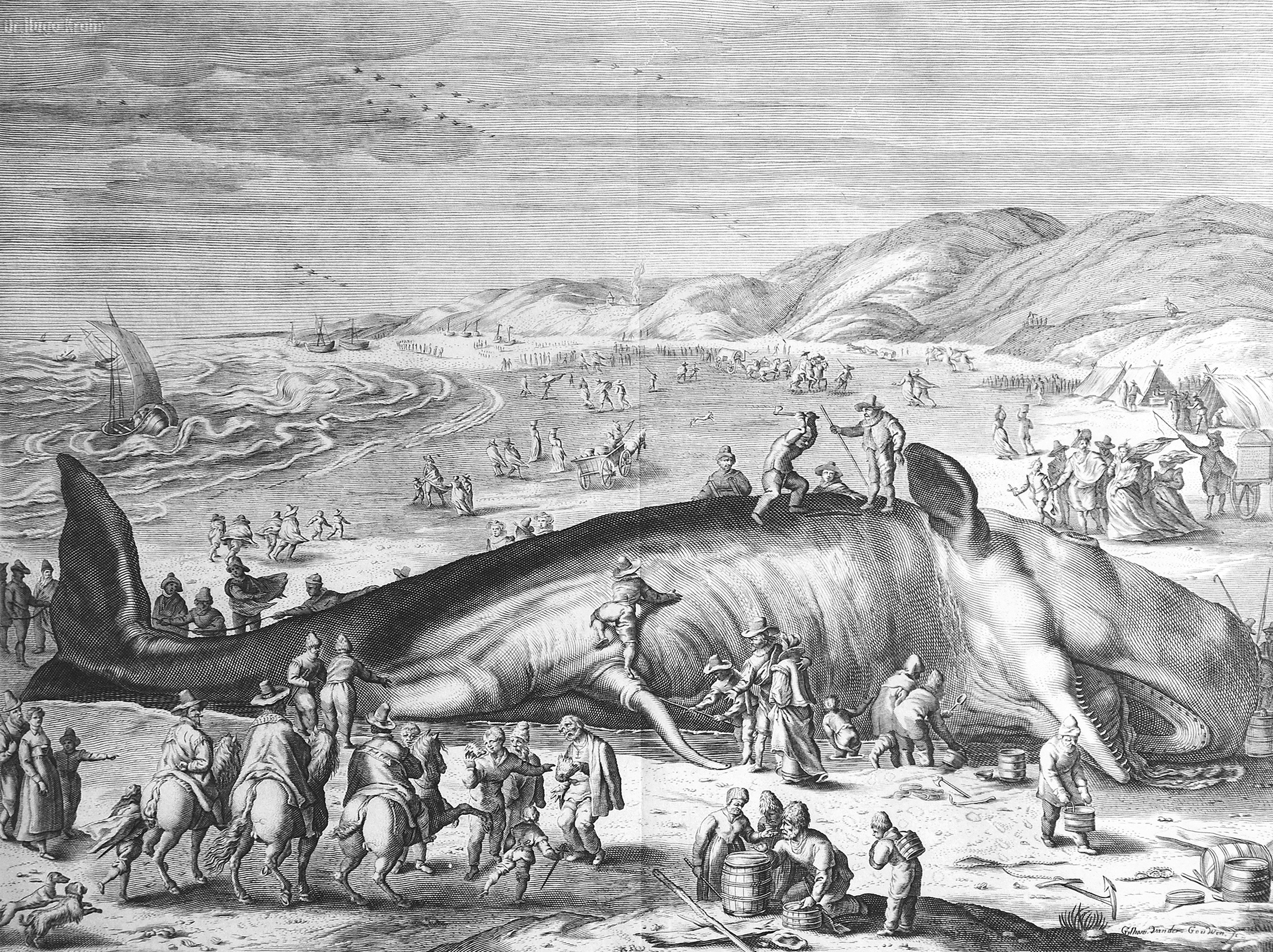
اثری از ون در گوئن که نهنگی ۲۰ متری را نمایش می‌دهد که در ساحلی در هلند گرفتار شده‌است.

ویلیام ون در گوئن نقاش و حکاک هلندی است که در سده ۱۶ و ۱۷ میلادی زندگی می‌کرده‌است. نهنگ گرفتار ساحل از آثار اوست.